# Peter Tschopp

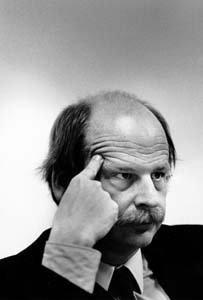
Peter Tschopp

Peter Tschopp (* 26. April 1940 in Basel; † 4. Juli 2009 in Genf) war ein Schweizer Wirtschaftswissenschaftler und Politiker (FDP).

## Leben
Peter Tschopp studierte Wirtschaftswissenschaften in Basel und Genf. Nach seiner wirtschaftswissenschaftlichen Promotion war er an der Yale University tätig. 1971 erhielt er einen Ruf auf den Lehrstuhl für Wirtschaftspolitik und Nationalökonomie an der Universität Genf. Er war stellvertretender Rektor und langjähriger Dekan der Fakultät für Wirtschafts- und Sozialwissenschaften. Von 1998 bis 2004 war er Direktor des Genfer Hochschulinstituts für Internationale Studien. 2004 wurde er emeritiert.
Von 1991 bis 1999 war Peter Tschopp für zwei Legislaturperioden für die FDP des Kantons Genf Mitglied des Schweizer Nationalrates. Von 1996 bis 1999 war er zudem Vize-Präsident der FDP Schweiz. Er engagierte sich besonders für den Beitritt der Schweiz zur EU.
Seit 1990 war er Präsident der Schweizer Stiftung „Vivamos Mejor“, die über zwanzig Entwicklungsprojekte in Zentral- und
Südamerika unterhält. Seit 2004 war er Präsident des Ethikrates der Schweizerischen Gesellschaft für Statistik.
Er starb an den Folgen eines Wespenstichs. Er war verheiratet und hatte zwei Kinder. Er war der Onkel des heutigen Genfer FDP-Nationalrats Christian Lüscher.